# تفاعل بارتون
تفاعل بارتون (بالإنجليزية: Barton reaction)‏ يتضمن هذا التفاعل على التحلل الضوئي للنيتريت وذلك لتكوين دلتا-نيتروزو الكحول. وقد سمي بهذا الاسم نسبة إلى الكيميائي البريطاني السيد ديريك هارولد ريتشارد بارتون. ويعتقد أن آلية هذا التفاعل تتضمن كسر أو انقسام تحللي متماثل للرابطة RO–NO، متبوعاً بنزع الهيدروجين في الموضع دلتا وإعادة اتحاد الجذور الحرة.
التفاعل ذو الصلة بذلك هو تفاعل هوفمان لوفلر المتضمن للهالوأمينات.